# Здание первой сербской обсерватории
Здание первой сербской обсерватории (серб. Зграда прве српске опсерваторије) находится в Белграде, на улице Булевар Ослобођења 8, признано памятником культуры.

## История и внешний вид

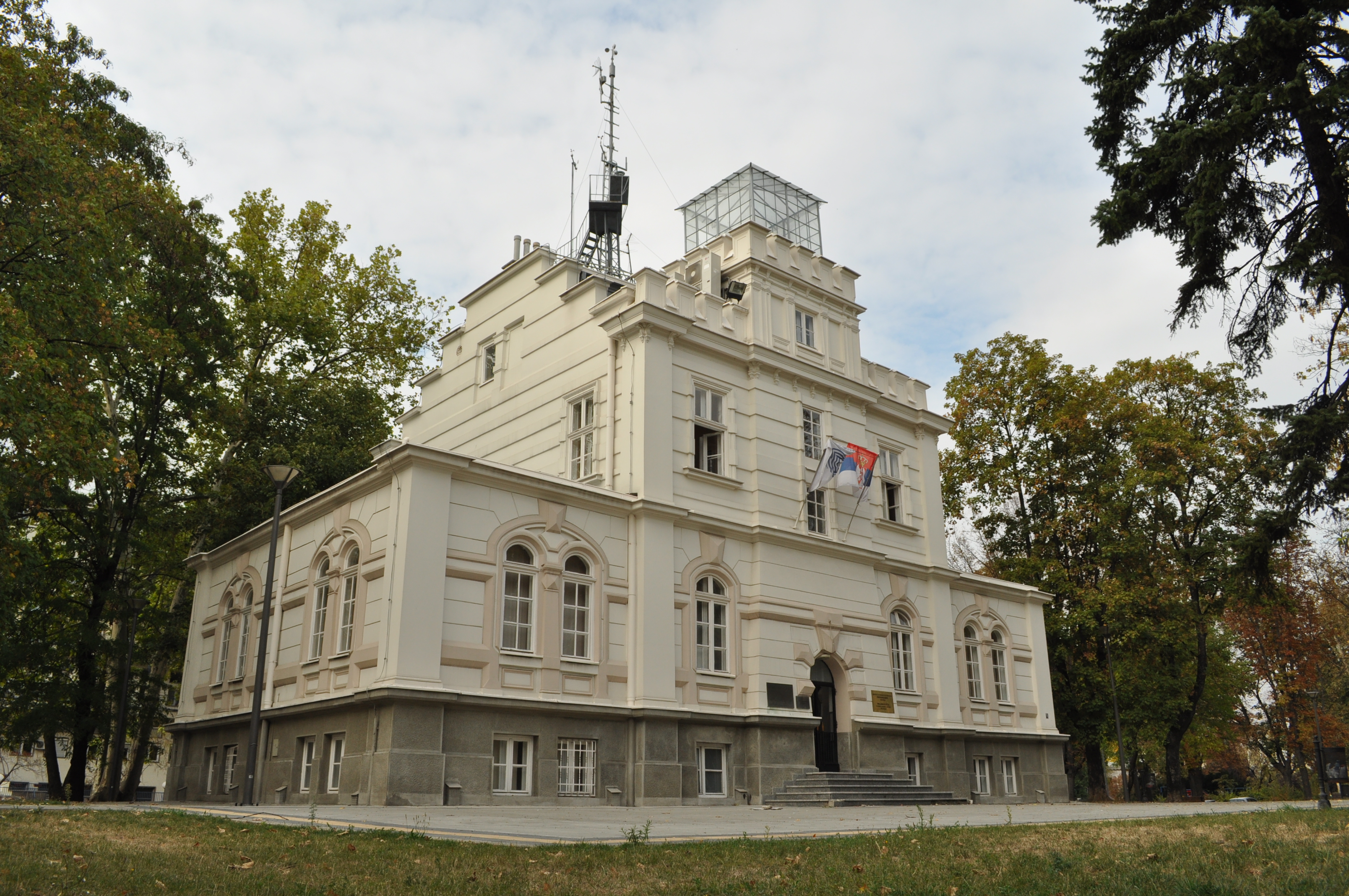
Первая сербская обсерватория, Белград

Здание Метеорологической обсерватории было построено в период 1890—1891 годы в виде павильона с верхним этажом площадью меньше площади первого этажа, по проекту архитектора Димитрич Т. Леко, в соответствии с эскизом её основателя и начальника, профессора Милана Недельковича. Благодаря его стараниям, обсерватория была оснащена самыми современными измерительными приборами. Её строительство совпало с появлением данного рода учреждений в развитых странах Европы.
Интерес к метеорологии в Сербии начали проявлять в середине XIX века. Владимир Якшич, профессор Белградского Лицея и Великой школы, основоположник статистики, пожалуй, является первым, кто в Сербии стал заниматься метеорологией. После возвращения в Белград по окончании обучения в Германии и Австрии, в 1847 году, он стал проводить ежедневные метеорологические исследования и замеры в Белграде.
В своих журналах метеорологических наблюдений, в своих климатологических и статистических трудах Якшич оставил ценные данные о климатических и гидрологических явлениях своего времени. В восьмидесятые годы XIX века была основана кафедра астрономии и метеорологии в Великой школе. Назначение Милана Недельковича профессором астрономии и метеорологии представляет собой один из самых важных моментов для развития этой науки в Сербии.
"Милан Неделькович, являясь большим знатоком ситуации в метеорологии в мире, понимая ее большое значение, как в сфере научной деятельности, так и для развития различных отраслей экономики, организовал неустанную деятельность по созданию современной обсерватории для проведения метеорологических и астрономических наблюдений  и исследований, а также организации системных метеорологических наблюдений по всей территории Сербии, продолжая таким образом работу своего предшественника на этом поле Владимира Якшича." Первой задачей, которую Милан Неделькович считал важной являлось строительство обсерватории и метеорологических станций на территории Сербии. Благодаря его усилиям, Министр образования в 1887 году устроить импровизированную метеорологическую и астрономическую обсерваторию для Королевства Сербия в частном доме в районе Врачар. Для этой цели использовали дом Г. Гайзлера в юго-западном Врачаре, на нынешней улице Светозара Марковича дом 63.
Милан Неделькович продолжил оживленную кампанию для строительства постоянной обсерватории Великой школы, получив в итоге от Администрации Белграда участок для её строительства на высшей высотной отметке Западного Врачара. Второй вопрос, который нужно было решить после получения земельного участка, – это возведение здания. С этой целью Министерство образования, благодаря усилиям Недельковича, направило эскиз здания в Министерство строительства, т.е. департамент архитектуры этого Министерства, которое на основании его разработало детальный план здания. Здание наконец было построено в 1891 году по проекту архитектора Димитрия Т. Леко.
Выполненное в духе романтизма, здание было специально спроектировано и построено для целей проведения метеорологических и астрономических наблюдений, чем обусловлено было её особое архитектурное решение. Свободно стоящее здание спроектировано как сооружение типа павильона, вокруг которого сформирован парк. Главный фасад завершается зубами, формирующими аттик и ограждение террасы, установленной над одной частью чердачного этажа, остальные фасады – ступенчатым щипцом. Окна первого этажа и входная дверь завершаются в форме арки. Декорацией фасада являются оконные рамы и выпуклые горизонтальные полосы на стенах.
Консерваторское-реставрационные работы выполнены в 1987—1988 гг.
Здание метеорологической обсерватории построено почти одновременно со строительство подобных сооружений в Европе. В момент строительства оно представляло собой первое сооружение, построенное с целевым назначением для проведения метеорологических и астрономических наблюдений в Сербии.
Метеорологическая обсерватория готовила лучших специалистов в этой области науки, являясь, заодно с кафедрой астрономии и метеорологии Великой школы, педагогическим центром, выпустившим ряд признанных выдающихся специалистов. Историческое значение этого здания является многоплановым. Метеорологическая обсерватория в первую очередь является удачным авторским произведением Димитрия Т. Леко, а также важным достижением сербской архитектуры. Из-за указанного культурно-исторического, общественного и архитектурного значения, Здание первой сербской обсерватории, расположенной на улице Булевар Ослобођења д. 8 признано объектом культурного наследия большого значения в 1979 году.

## Внешние ссылки
- Памятники культуры Сербии: Здание первой сербской обсерватории (веб-сейт САНУ) (сербский) (английский)
- Объекты исторического наследия Белграда/ Здание первой сербской обсерватории
- Институт по охране памятников культуры Республики Сербии - Белград
- Институт по охране памятников культуры Республики Сербии - Белград/База недвижимых объектов культурного наследия
- Перечень памятников